# Wiktor Georgijewitsch Demidenko

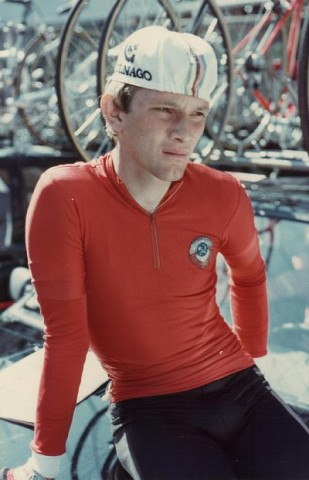
Wiktor Demidenko

Wiktor Georgijewitsch Demidenko (russisch Виктор Георгиевич Демиденко; * 6. Juni 1962 in Irkutsk) war ein sowjetischer Radrennfahrer und nationaler Meister im Radsport.

## Sportliche Laufbahn
Mit dem Radsport begann er 1976 als Straßenradsportler. 1979 wurde er an die Sportschule nach Omsk delegiert und wurde Mitglied des dortigen Armeesportklubs. Von 1978 bis 1987 startete er für die Nationalmannschaft der UdSSR.
1979 und 1980 gewann er bei den UCI-Straßen-Weltmeisterschaften der Junioren die Goldmedaille im Mannschaftszeitfahren. 1981 siegte er in der UdSSR-Rundfahrt vor Wladimir Woloschin. Im Giro della Valle d’Aosta war er auf zwei Tagesabschnitten erfolgreich. 1982 siegte er mit Oleh Tschuschda, Alexander Alexandrow und Nikolai Kosarew in der nationalen Meisterschaft im Mannschaftszeitfahren. Er konnte im Giro delle Regioni und im Coors International Bicycle Classic Etappen gewinnen. Dazu kam der Sieg im Grand Prix Suchumi.
Weitere Etappenerfolge errang er 1983 im Circuit Cycliste Sarthe und im Giro Ciclistico d’Italia. In der Tour de Bretagne wurde er Zweiter hinter Juri Kaschirin. Die UdSSR-Rundfahrt beendete er als Dritter. 1984 wurde er Sechster in der Tour de l’Avenir und gewann eine Etappe der Kuba-Rundfahrt.
1984 fuhr er die Internationale Friedensfahrt und belegte den 13. Platz der Gesamtwertung. 1986 bestritt er mit der sowjetischen Nationalmannschaft die Vuelta a España. Dabei gewann er eine Etappe und wurde 39. der Gesamtwertung. Die Tour de l’Avenir beendete auf dem 28. Platz.

## Berufliches
Nach seiner aktiven Laufbahn wurde er Trainer in der Region Irkutsk. Später war er Sportlicher Leiter des russischen Radsportteams Benotto. Ab 2008 war er als Funktionär im Sport tätig.